# Franz von Werra
Franz Baron von Werra (Leuk, Zwitserland 13 juli 1914 - Vlissingen 25 oktober 1941) was een Duits gevechtspiloot uit de Tweede Wereldoorlog. Hij werd tijdens de oorlog wereldberoemd, niet vanwege zijn vliegprestaties, maar vanwege het feit dat hij de enige Duitse piloot was die ooit uit een Brits krijgsgevangenenkamp wist te ontsnappen en terug wist te keren naar Duitsland.
Von Werra werd op 5 september 1940 boven Engeland neergeschoten en gevangengenomen. Vrijwel meteen na zijn opsluiting probeerde hij te ontsnappen uit Groot-Brittannië, echter hij werd weer opgepakt. Het lukte hem bijna te ontsnappen met een Brits jachtvliegtuig door zich voor te doen als een Nederlandse vlieger die dienstdeed bij de RAF.
Na aankomst in Canada ontsnapte hij na Montreal te zijn gepasseerd uit de trein waarmee hij vervoerd werd. Door het oversteken van de Saint Lawrence rivier kwam hij in het toen nog neutrale Amerika. De Duitse ambassade hielp toen snel mee met de terugreis. In april 1941 kwam hij in Berlijn aan.
Deze daad maakte van hem een held in Duitsland en een ster in Duitse propagandamachine. Von Werra overleefde de oorlog echter niet: na een korte periode aan het oostfront gevlogen te hebben werd zijn eenheid in Nederland gestationeerd. In oktober 1941 moest von Werra een noodlanding maken boven de Noordzee voor de Nederlandse kust. Sindsdien geldt hij als vermist.
Von Werra's avonturen werden in 1956 verfilmd met de film: The One that got away.

## Militaire loopbaan
- Leutnant: 1936
- Oberleutnant:
- Hauptmann:

## Decoraties
- Ridderkruis van het IJzeren Kruis op 14 december 1940
- IJzeren Kruis 1939, 1e Klasse en 2e Klasse in 1940
- Gesp voor Gevechtsvluchten aan het Front voor jachtvliegers
- Flugzeugführerabzeichen